# 仁西村
仁西村（にさいむら）は、高知県吾川郡にあった村。
現在の高知市春野町仁ノ・春野町西畑にあたる。仁淀川の河口付近から海岸辺りに位置する。仁ノ村の仁ノ太刀踊り、西畑の西畑人形（デコ）芝居が高知市指定民俗文化財に指定されている。

## 地理
- 山岳：大谷山、高森山、三宝山
- 河川：仁淀川

## 歴史
- 1889年（明治22年）4月1日 - 町村制の施行により、仁ノ村・西畑村の区域をもって発足。
- 1956年（昭和31年）9月30日 - 平和村・西分村・森山村・弘岡上ノ村・弘岡中ノ村・弘岡下ノ村と合併して春野村が発足。同日仁西村廃止。